# Championnat du Lesotho de football 2017-2018
Navigation
Édition précédente Édition suivante
La saison 2017-2018 du Championnat du Lesotho de football est la quarante-neuvième édition du championnat de première division au Lesotho. Les quatorze équipes engagées sont regroupées au sein d'une poule unique où elles affrontent deux fois leurs adversaires, à domicile et à l'extérieur. En fin de saison, les deux derniers du classement sont relégués et remplacés par les deux meilleurs clubs de deuxième division.
C'est le Bantu FC qui remporte la compétition cette saison après avoir terminé en tête du classement, avec deux points d'avance sur le double tenant du titre, Lioli FC et quinze sur le Lesotho Correctional Services. C'est le troisième titre de champion du Lesotho de l'histoire du club.

## Participants
- Lesotho Defence Force FC
- Likhopo FC
- FC Kick 4 Life
- Lesotho Correctional Services
- Matlama FC
- Linare FC
- LMPS FC
- Lioli FC
- Bantu FC
- Liphakoe FC
- Sefothafotha FC - Promu de D2
- Sundawana FC
- Majantja FC - Promu de D2
- Sky Batallion FC

## Compétition

### Classement
Le classement est établi sur le barème de points classique : victoire à 3 points, match nul à 1, défaite à 0.
| Rang | Équipe                        | Pts | J  | G  | N | P  | Bp | Bc | Diff |
| ---- | ----------------------------- | --- | -- | -- | - | -- | -- | -- | ---- |
| 1    | Bantu FCT                     | 56  | 24 | 17 | 5 | 2  | 45 | 16 | +29  |
| 2    | Lioli FC                      | 48  | 24 | 14 | 6 | 4  | 40 | 19 | +21  |
| 3    | Lesotho Defence Force FC      | 43  | 24 | 12 | 7 | 5  | 34 | 19 | +15  |
| 4    | Matlama FC                    | 42  | 24 | 12 | 6 | 6  | 32 | 22 | +10  |
| 5    | Lesotho Correctional Services | 40  | 24 | 11 | 7 | 6  | 31 | 16 | +15  |
| 6    | FC Kick 4 Life                | 39  | 24 | 11 | 6 | 7  | 36 | 22 | +14  |
| 7    | LMPS FC                       | 33  | 24 | 8  | 9 | 7  | 24 | 23 | +1   |
| 8    | Majantja FCP                  | 29  | 24 | 7  | 8 | 9  | 21 | 26 | -5   |
| 9    | Liphakoe FC                   | 27  | 24 | 8  | 3 | 13 | 22 | 33 | -11  |
| 10   | Linare FC-3                   | 25  | 24 | 8  | 4 | 12 | 22 | 36 | -14  |
| 11   | Sefothafotha FCP              | 24  | 24 | 5  | 9 | 10 | 22 | 36 | -14  |
| 12   | Likhopo FC                    | 17  | 24 | 4  | 5 | 15 | 18 | 32 | -14  |
| 13   | Sky Batallion FC -6           | -3  | 24 | 0  | 3 | 21 | 6  | 53 | -47  |
| 14   | Sundawana FC Exclu            | 1   | 5  | 0  | 1 | 4  | 3  | 9  | -6   |

|  | Qualification pour la Ligue des champions de la CAF 2018-2019                           |
|  | Relégation directe en deuxième division                                                 |
|  | T : Tenant du titre C : Vainqueur de la Coupe du Lesotho P : Promu de deuxième division |

- Linare FC et Sky Batallion FC reçoivent une pénalité de 3 et 6 points respectivement à la suite d'une inscription tardive en championnat.
- Sundawana FC est exclu de la compétition après avoir déclaré forfait lors de trois journées consécutives. Tous ses résultats antérieurs sont annulés.

## Bilan de la saison
| Championnat du Lesotho de football 2017-2018                        |                                              |
| Champion                                                            | Bantu FC (3e titre)                          |
| Coupes et trophées                                                  |                                              |
| Vainqueur de la Coupe du Lesotho 2017-2018                          | En cours                                     |
| Qualifications continentales                                        |                                              |
| Ligue des champions de la CAF 2018-2019                             | Bantu FC                                     |
| Coupe de la confédération 2018-2019                                 | Vainqueur de la Coupe de l’Indépendance 2018 |
| Promotions et relégations                                           |                                              |
| Promus en Championnat du Lesotho de football                        | Swallows Mazenod FC                          |
| Promus en Championnat du Lesotho de football                        | Galaxy Hlotse FC                             |
| Relégués en Championnat du Lesotho de football de deuxième division | Sky Batallion FC                             |
| Relégués en Championnat du Lesotho de football de deuxième division | Sundawana FC                                 |